# 高潭
高 潭（こう たん、537年 - 580年）は、中国の北朝の人物。字は子澈。本貫は渤海郡蓨県。

## 経歴
高季式の子として生まれた。北斉の文宣帝のとき、挽郎に任じられた。560年（乾明元年）常山王高演が丞相となると、高潭は霸府参軍事となり、乗氏県開国子の爵位を嗣いだ。并州騎兵参軍事となり、太子洗馬に抜擢され、伏波将軍・散騎侍郎の位を受けた。母が死去すると、服喪のために辞職した。再起して琅邪王大司馬従事郎となり、平西将軍の位を加えられ、司州成安県令をつとめた。北斉の末年に儀同三司の位を受けた。
北斉が北周に滅ぼされると、北周に仕えて殄寇将軍の位を受け、陽安県令となった。580年（大象2年）9月13日、官寺で死去した。享年44。

## 高潭墓の発見
1973年4月、河北省景県野林荘郷大高義村で高潭夫婦墓が発見された。